# Potamós (ort i Grekland, Joniska öarna)
Potamós (Potamos) är en ort i Grekland.   Den ligger i prefekturen Nomós Kerkýras och regionen Joniska öarna, i den västra delen av landet, 400 km nordväst om huvudstaden Aten. Potamós ligger 39 meter över havet och antalet invånare är 3 840. Den ligger på ön Korfu.
Terrängen runt Potamós är huvudsakligen platt, men söderut är den kuperad. Havet är nära Potamós åt nordost. Närmaste större samhälle är Korfu, 3,6 km öster om Potamós. 